# Stelis robertsoni
Stelis robertsoni är en biart som beskrevs av Timberlake 1941. Stelis robertsoni ingår i släktet pansarbin, och familjen buksamlarbin. Inga underarter finns listade i Catalogue of Life.